# Dijous gras

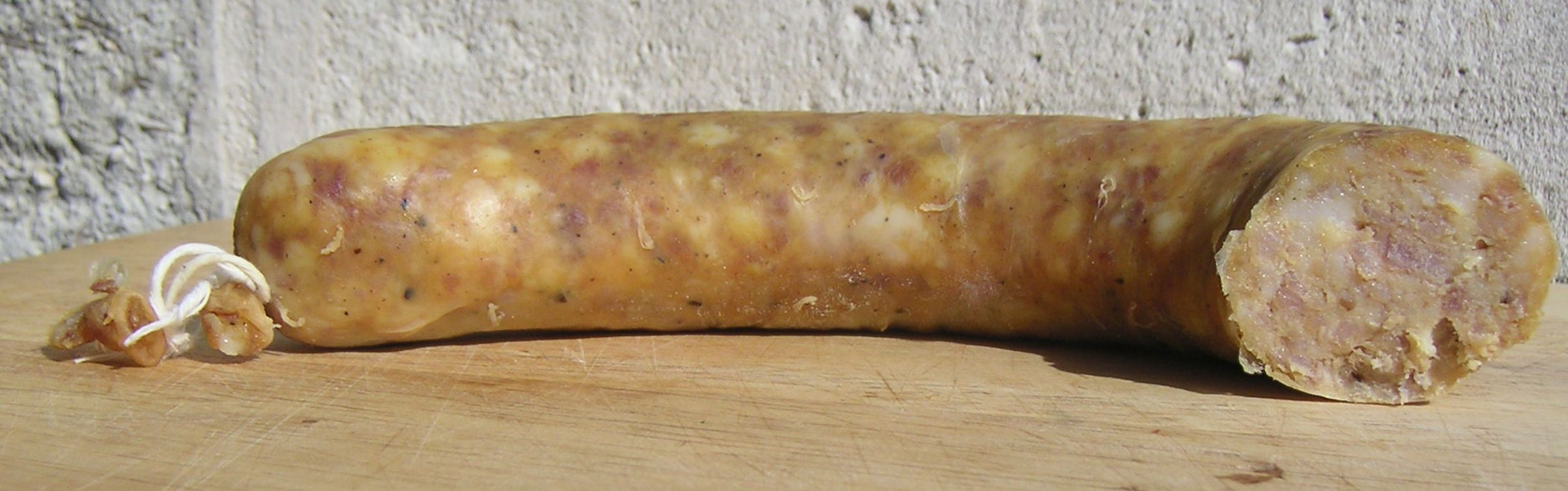
Botifarra d'ou

El Dijous Gras, Dijous Llarder o Dijous de Carnaval és el primer dia del Carnaval. Se celebra el dijous anterior al Dimecres de Cendra i, antigament, marcava l'inici d'una setmana destinada a atipar-se amb àpats prohibits durant la Quaresma, que comença el mateix Dimecres de Cendra.
Aquest dia és tradició menjar botifarra d'ou, a més d'altres de semblants com la blanca o la negra; també és costum prendre truita de botifarra. A l'hora d'esmorzar, per postres o per berenar, en els carnavals més autòctons es menja la coca de llardons.
El dijous de les comares és el dijous anterior al dijous llarder, i dos dijous anteriors al dijous gras és el dijous dels compares. Actualment, es llancen ous, a vegades conformant actes vandàlics, introduint així l'arribada de carnaval.

## Particularitats regionals
Una coca típica de Reus i comarca el dijous gras, és l'anomenada coca d'ou, no només perquè porta ou entre els seus ingredients, sinó, sobretot, perquè se li afegeix una barreja d'ou i sucre pel damunt, que qualla al forn durant els últims minuts de cocció de la massa.
Aquests dies també era tradició, sobretot a les comarques gironines, preparar escudelles o ranxos  amb tot tipus de carns, com ara la “sopa de Verges”, el “ranxo de Vidreres” i “l’arròs d’Albons”; uns plats d’origen medieval i de fort arrelament en la vida d’aquestes poblacions.
A Mallorca són tradicionals les ensaïmades de tallades, fetes amb bocins de carabassa confitada i sobrassada al damunt.

## CançóDijous llarder
El dijous llarder

botifarra, botifarra

el dijous llarder

botifarra menjaré

Si no en vols menjar

Una truita, una truita

Si no en vols menjar

Una truita per sopar

## Una festa mòbil
El Dijous Gras és una de les festes mòbils del calendari juntament amb altres com la Quaresma, el Carnestoltes, la Setmana Santa o el Corpus, i el seu càlcul va lligat al calendari lunar.